# Ivana Filipović
Ivana Filipović (srbsko Ивана Филиповић), srbska veslačica, * 9. november 1989, Novi Sad.
Njen največji uspeh je drugo mesto v dvojnem dvojcu na evropskem prvenstvu v veslanju 2011 v Plovdivu, Bolgarija